# Nico
Nico (født Christa Päffgen, 16. oktober 1938 i Köln, død 18. juli 1988 på Ibiza) var en tysk sanger, sangskriver, musiker, model og skuespiller. Hun medvirkede i flere film, deriblandt Federico Fellinis Det søde liv i 1960 og Andy Warhols The Chelsea Girls fra 1966.
Hun sang i 1967 med på fire sange i The Velvet Undergrounds debutalbum The Velvet Underground & Nico, udgav efterfølgende sit eget solo-debutalbum Chelsea Girl.

## Diskografi
Studiealbum
- The Velvet Underground & Nico (1967)
- Chelsea Girl (1967)
- The Marble Index (1968)
- Desertshore (1970)
- The End... (1974)
- Drama of Exile (1981)
- Camera Obscura (1985)

Andet
- L' afrique danse 5 (1969)
- June 1 – 1974 (1974)
- Do or die (1982)
- Behind the iron curtain (1985)
- Femme fatale (1986)
- June 1 – 1974 (remastered) (1990)
- The marble index (m/2 bonustracks) (1991)
- Le Bataclan '72 (2003)

## I populærkulturen
Nico blev i 2017 spillet af Trine Dyrholm i filmen Nico, 1988, der er skrevet og instrueret af Susanna Nicchiarelli.